# Arnau Olivar i Daydí
Arnau Olivar i Daydí (Barcelona, 12 de gener de 1924 - 1 de febrer de 2016) fou un crític de cinema català, nebot de Marçal Olivar i Daydí i germà d'Alexandre Olivar i Daydí.

## Biografia
El 1947 es va llicenciar en dret a la Universitat de Barcelona. Apassionat pel cinema, el 1948 va crear el cineclub Llanterna Màgica amb Antoni Farré, amb el qual esdevingué el pioner de l'organització dels cineclubs a Catalunya. Va exercir com a advocat fins al 1952, però ho deixà per dedicar-se als cineclubs i a la crítica cinematogràfica. Del 1957 al 1970 va organitzar les sessions anomenades Llanterna màgica, mítics week-ends cinematogràfics a Perpinyà amb la col·laboració del Cineclub de Perpinyà i la Federació Francesa de Cineclubs. També organitzà el cineclub del monestir de Montserrat, i del 1963 al 2000 hi va organitzar sessions de cinefòrum sobre neorealisme, Eisenstein, Buñuel, Antonioni, Pasolini, el cinema soviètic, Losey, el Novo Cinema brasiler, Kurosawa, Bergman o Godard. Entre 1968 i 1970 va ser professor de teoria del muntatge a l'Escola de Cinematografia Aixelà.
Va escriure articles de crítica cinematogràfica a Voz e Imagen (1963-77), Qüestions de vida cristiana, Qüestions d'art, Lumière (1962-73), Canigó, Serra d'Or (on va publicar cròniques de la Mostra Internacional de Cinema de Venècia de 1959), o al diari Avui. També va escriure el guió de Vida de familia (1963) de Josep Lluís Font i col·laborà al documental Barcelona és de tots (1980), de Pere Balanyà. Fins i tot va fer d'actor interpretant Narcís Verdaguer i Callís a La ciutat cremada.
El 1985-1986 fou president de la Federació Catalana de Cineclubs, i el 1988 va rebre un premi extraordinari als VI Premis de Cinematografia de la Generalitat de Catalunya. El 2010 fou nomenat membre d'honor de l'Acadèmia del Cinema Català.

## Obres
- Els Cinefòrums de Montserrat (2012)